# Guayaquil City FC
Guayaquil City FC is een professionele voetbalclub uit Guayaquil, Ecuador. Het stadion van de club is vernoemd naar de in 2013 overleden voetballer en oud-international Cristian Benítez (1986-2013): het Estadio Christian Benítez Betancourt en biedt plaats aan 10.150 toeschouwers.

## Geschiedenis
De club werd opgericht op 7 september 2007 als CD River Ecuador en promoveerde in 2014 dankzij de tweede plaats in de Serie B naar de hoogste afdeling van het Ecuadoriaanse voetbal, de Serie A. Op 11 juli 2017 veranderde de club de naam in Guayaquil City FC na de eerste fase van het lopende seizoen.